# Панфилов, Илья Борисович
Илья́ Бори́сович Панфи́лов (25 мая 1973, Тамбов — 13 июля 2024, Челябинск) — российский военный и государственный деятель. Полковник в отставке, участник Первой чеченской войны, Герой Российской Федерации (1995). Глава города Щучье Курганской области (2018—2020).

## Биография
Илья Борисович Панфилов родился 25 мая 1973 года в семье служащих в городе Тамбове Тамбовской области.
Учился в тамбовских школах: с 1 по 6 класс в школе № 29, затем перешёл в школу № 28, в которой получил аттестат о среднем образовании.
В 1990 году поступил в Тамбовское высшее военное командное училище химической защиты, которое окончил в 1994 году. Служил в 1-й мобильной бригаде войск радиационной, химической и биологической защиты, дислоцированной в городе Шиханы Саратовской области, командовал огнемётным взводом огнемётного батальона бригады.
С декабря 1994 года — участник первой чеченской войны, в том числе штурма Грозного.
- 7 января 1995 года огнемётный взвод старшего лейтенанта Панфилова вместе с мотострелковой ротой отразил четыре атаки боевиков, произведя 52 выстрела из огнемётов и удержав занимаемые позиции.
- 8 января, когда при штурме здания Главпочтамта был убит командир мотострелковой роты, Панфилов принял командование на себя, повёл роту в атаку, в которой было взято здание Главпочтамта и ещё 4 здания по проспекту Мира.
- 9 января 1995 года огнемётный взвод был переброшен на другое направление, были захвачены здания Дома моды и коммерческого банка (захвачен с минимальными потерями — один раненый).
- 12 января 1995 года в составе разведывательного дозора Панфилов обнаружил огневые позиции боевиков и склад боеприпасов, впоследствии уничтоженные российской артиллерией. При разведке зданий Панфилов с огнемётом РПО-А в руках столкнулся с группой боевиков в подземном переходе, и, не имея возможности выхватить висевший за спиной автомат, с риском для жизни произвёл огнемётный выстрел в замкнутом пространстве, уничтожив боевиков.
- 16 января 1995 года во главе группы из 12 огнемётчиков-добровольцев с боем прорвался на помощь к окружённой в районе площади Ленина разведгруппе мотострелковых войск, и до подхода подкрепления бойцы двое суток вели бой, не имея пищи и воды (пришлось пить воду из труб отопления[2]), отклонив все предложения о сдаче (в итоге их выручили подошедшие основные силы). В этом бою Панфилов был контужен, но остался в строю.

Указом Президента Российской Федерации от 6 марта 1995 года за мужество и героизм, проявленные при выполнении специального задания, старшему лейтенанту Панфилову Илье Борисовичу присвоено звание Героя Российской Федерации с вручением медали «Золотая звезда» (№ 128). По словам Панфилова, за первую чеченскую кампанию звания Героя России среди огнемётчиков были удостоены только два человека.
После присвоения звания Героя Российской Федерации продолжал военную службу: в 1999 году окончил Военный университет радиационной, химической и биологической защиты, служил в воинских частях войск радиационной, химической и биологической защиты в Брянской области и в городе Сергиев Посад Московской области (с 2000-го по 2004 год — командиром), затем работал в Москве в Федеральном управлении по безопасному хранению и уничтожению химического оружия. Закончил службу начальником объекта по хранению и уничтожению химического оружия в посёлке Плановый Щучанского района Курганской области.
После выхода в отставку, с 2015 года, Илья Борисович Панфилов работал заместителем Главы города Щучье Курганской области.
9 сентября 2018 года победил на выборах, став Главой города. Выдвинут Щучанским местным отделением Всероссийской политической партии Единая Россия. Число избирателей, внесенных в список составило 7986 чел., Панфилов получил 1356 голосов, Владимир Павлович Теняков (самовыдвижение) — 354, Станислав Валентинович Тимофеев (ЛДПР) — 187, недействительных бюллетеней — 70.
Являлся участником общественного Фонда поддержки Героев Советского Союза и Героев Российской Федерации, представителем Российской Ассоциации Героев от Курганской области.
23 июня 2020 года принял решение о снятии с себя полномочий Главы города Щучье. Его отставку приняла городская дума во главе с Геннадием Анатольевичем Подкорытовым. Временно исполняющей обязанности Главы города Щучье стала первый заместитель Главы города Оксана Александровна Чуйкова. 22 октября 2020 года временно исполняющим обязанности Главы города Щучье стал первый заместитель Главы города Сергей Михайлович Белов. 22 ноября 2020 года на досрочных выборах главой города Щучье был избран Юрий Владимирович Дорошенко.
Умер 13 июля 2024 года в Челябинске в возрасте 51 года.

## Награды
- Герой Российской Федерации, Указ Президента Российской Федерации от 6 марта 1995 года
  - Медаль «Золотая Звезда» № 128;
- Медаль «За воинскую доблесть» I степени;
- Медаль «За отличие в военной службе» I, II и III степени;
- Медаль «За содружество в области химического разоружения»
- Медаль «За вклад в химическое разоружение»
- Юбилейная медаль «15 лет федеральному управлению по безопасному хранению и уничтожению химического оружия»
- Памятный знак «Генерал-полковник Пикалов»
- Знак отличия военнослужащих Северо-Кавказского военного округа «За службу на Кавказе»
- Знак отличия «За доблесть при хранении и уничтожении химического оружия»
- Медаль «За службу на Северном Кавказе»

## Семья
Отец — пилот гражданской авиации, мать — медик.
Жена Светлана, двое детей — дочь (1994 г.р.) и сын (2001 г.р.).